# Élections départementales de 2015 en Dordogne
Les élections départementales ont eu lieu les 22 et 29 mars 2015.

## Contexte départemental

### Assemblée départementale sortante
Avant les élections, le conseil général de la Dordogne est présidé par Bernard Cazeau (PS). Il comprend 50 conseillers généraux issus des 50 cantons de la Dordogne. Après le redécoupage cantonal de 2014, ce sont 50 conseillers départementaux qui seront élus au sein des 25 nouveaux cantons de la Dordogne.
| Parti                             | Sigle | Sigle | Élus |
| --------------------------------- | ----- | ----- | ---- |
| Majorité (40 sièges)              |       |       |      |
| Parti socialiste                  |       | PS    | 32   |
| Parti communiste français         |       | PCF   | 5    |
| Divers gauche                     |       | DVG   | 2    |
| Parti radical de gauche           |       | PRG   | 1    |
| Opposition (10 sièges)            |       |       |      |
| Union pour un mouvement populaire |       | UMP   | 8    |
| Mouvement démocrate               |       | MoDem | 1    |
| Sans étiquette                    |       | SE    | 1    |
| Président du Conseil général      |       |       |      |
| Bernard Cazeau (PS)               |       |       |      |

### Assemblée départementale élue
| Parti                                | Sigle | Sigle | Élus |
| ------------------------------------ | ----- | ----- | ---- |
| Majorité (38 sièges)                 |       |       |      |
| Parti socialiste                     |       | PS    | 34   |
| Parti communiste français            |       | PCF   | 4    |
| Opposition (12 sièges)               |       |       |      |
| Divers droite                        |       | DVD   | 5    |
| Union pour un mouvement populaire    |       | UMP   | 5    |
| Union des démocrates et indépendants |       | UDI   | 2    |
| Président du Conseil départemental   |       |       |      |
| Germinal Peiro (PS)                  |       |       |      |

## Résultats à l'échelle du département

### Résultats par nuances du ministère de l'Intérieur
Les nuances utilisées par le ministère de l'Intérieur ne tiennent pas compte des alliances locales.
| Binômes     | Binômes            | Premier tour | Premier tour | Second tour | Second tour | Sièges |
| Binômes     | Binômes            | Voix         | %            | Voix        | %           | Sièges |
| ----------- | ------------------ | ------------ | ------------ | ----------- | ----------- | ------ |
|             | PS                 | 54 469       | 30,90        | 78 126      | 46,14       | 34     |
|             | FG                 | 11 370       | 6,45         |             |             |        |
|             | PCF                | 6 957        | 3,95         | 5 422       | 3,20        | 2      |
|             | DVG                | 5 866        | 3,33         |             |             |        |
|             | Union de la gauche | 4 892        | 2,77         | 4 134       | 2,44        | 2      |
|             | EÉLV               | 1 966        | 1,12         |             |             |        |
| Gauche      | Gauche             | 85 520       | 48,52        | 87 682      | 51,78       | 38     |
|             |                    |              |              |             |             |        |
|             | Union de la droite | 21 553       | 12,23        | 27 711      | 16,37       | 4      |
|             | DVD                | 17 942       | 10,18        | 20 496      | 12,11       | 4      |
|             | UMP                | 10 995       | 6,24         | 10 640      | 6,28        | 2      |
|             | UDI                | 1 458        | 0,83         | 2 143       | 1,27        | 2      |
|             | MoDem              | 1 152        | 0,65         |             |             |        |
| Droite      | Droite             | 53 100       | 30,13        | 60 990      | 36,03       | 12     |
|             |                    |              |              |             |             |        |
|             | FN                 | 37 674       | 21,37        | 20 644      | 12,19       | 0      |
|             |                    |              |              |             |             |        |
| Inscrits    | Inscrits           | 311 198      | 100,00       | 311 130     | 100,00      |        |
| Abstentions | Abstentions        | 124 363      | 39,96        | 122 824     | 39,48       |        |
| Votants     | Votants            | 186 835      | 60,04        | 188 306     | 60,52       |        |
| Blancs      | Blancs             | 6 193        | 3,31         | 10 772      | 5,72        |        |
| Nuls        | Nuls               | 4 348        | 2,33         | 8 218       | 4,36        |        |
| Exprimés    | Exprimés           | 176 294      | 94,36        | 169 316     | 89,92       |        |

### Analyses

#### Analyses avant le scrutin
Selon le quotidien Sud Ouest, deux jours avant le premier tour des élections, le résultat semble pouvoir être prévu dans onze cantons : sept qui devraient revenir à la gauche (Coulounieix-Chamiers, Isle-Manoire, Pays de la Force, Sarlat-la-Canéda, Terrasson-Lavilledieu, Thiviers et Vallée Dordogne) et quatre à la droite (Bergerac-1, Bergerac-2, Haut-Périgord Noir et Pays de Montaigne et Gurson). Pour huit autres, une tendance se dessine : trois paraissent plutôt pencher vers la gauche (Montpon-Ménestérol, Trélissac et Vallée de l'Isle) et cinq plutôt à droite (Périgord central, Périgord vert nontronnais, Périgueux-1, Périgueux-2 et Vallée de l'Homme). Quant aux six derniers, le pronostic est incertain (Brantôme, Isle-Loue-Auvézère, Lalinde, Ribérac, Saint-Astier et Sud-Bergeracois). Toujours selon Sud Ouest, le Front national pourrait se retrouver au second tour sur dix cantons (Bergerac-1, Bergerac-2, Coulounieix-Chamiers, Montpon-Ménestérol, Pays de la Force, Pays de Montaigne et Gurson, Périgord central, Périgueux-1, Périgueux-2 et Sud-Bergeracois).

#### Analyse du premier tour
Les électeurs ont plus voté lors de ces élections départementales (39,96 % d'abstentions) que lors des précédentes élections cantonales de 2011 (44,06 % d'abstentions). Les partis de gauche ont rassemblé 47,4 % des voix, la droite 29,48 % et le Front national 21,37 %.Aucun binôme n'est élu à l'issue de ce premier tour, alors que lors des élections cantonales précédentes, dix candidats avaient été élus en 2011, et quatorze en 2008. Parmi les conseillers généraux sortants qui se représentaient, deux sont éliminés au premier tour : Marc Mattera (MoDem) sur le canton de Lalinde et Jean-Claude Pinault (PCF) sur Isle-Loue-Auvézère. Le Front national est en mesure de se présenter au second tour dans dix cantons (Bergerac-1, Bergerac-2, Coulounieix-Chamiers, Isle-Manoire, Pays de la Force, Montpon-Ménestérol, Pays de Montaigne et Gurson, Périgord central, Sud-Bergeracois et Vallée de l'Isle). Sur ces cinq derniers cantons, le deuxième tour devrait se jouer sur des triangulaires.

#### Analyse du deuxième tour
Sur les 25 cantons, 54 binômes vont s'affronter au deuxième tour : 22 du PS, 10 du FN, 9 de l'Union de la droite, 6 divers droite, 4 de l'UMP, 1 du PCF, 1 de l'UDI et 1 divers gauche. Seul celui du PS sur le canton de Trélissac est assuré de l'emporter, n'ayant plus d'adversaire, le binôme PCF arrivé en deuxième position s'étant désisté à la suite des accords nationaux entre les deux partis.
Au second tour, la gauche a 38 représentants (34 du PS et 4 du PCF), et la droite 12 élus (5 UMP, 5 divers droite et 2 UDI). Le front national malgré ses 10 binômes n'est élu nulle part. Parmi les 50 conseillers sortants, 24 se représentaient, et 17 d'entre eux entrent à la nouvelle assemblée départementale.

### Résultats par canton
| Canton                      | Conseiller sortant       | Parti                      | Parti       | Conseiller élu             | Parti           | Parti           |
| --------------------------- | ------------------------ | -------------------------- | ----------- | -------------------------- | --------------- | --------------- |
| Beaumont-du-Périgord        | Dominique Mortemousque   |                            | UMP         | Canton supprimé            | Canton supprimé | Canton supprimé |
| Belvès                      | Claudine Le Barbier*     |                            | DVD         | Canton supprimé            | Canton supprimé | Canton supprimé |
| Bergerac-1                  | Daniel Garrigue*         |                            | DVD         | Adib Benfeddoul            |                 | DVD             |
| Bergerac-1                  | Daniel Garrigue*         | Gaëlle Blanc               | DVD         |                            | DVD             |                 |
| Bergerac-2                  | Jean Chagneau*           |                            | PS          | Frédéric Delmares          |                 | PS              |
| Bergerac-2                  | Jean Chagneau*           | Cécile Labarthe            | PS          |                            | PS              |                 |
| Brantôme                    | Jean-Léopold Ganiayre*   |                            | PS          | Jeannik Nadal              |                 | PS              |
| Brantôme                    | Jean-Léopold Ganiayre*   | Marie-Pascale Robert-Rolin | PS          |                            | PS              |                 |
| Le Bugue                    | Gérard Labrousse*        |                            | PS          | Canton supprimé            | Canton supprimé | Canton supprimé |
| Le Buisson-de-Cadouin       | Johannès Huard*          |                            | PS          | Canton supprimé            | Canton supprimé | Canton supprimé |
| Bussière-Badil              | Didier Vignal*           |                            | PS          | Canton supprimé            | Canton supprimé | Canton supprimé |
| Carlux                      | André Alard*             |                            | UMP         | Canton supprimé            | Canton supprimé | Canton supprimé |
| Champagnac-de-Belair        | Christian Mazière        |                            | DVD         | Canton supprimé            | Canton supprimé | Canton supprimé |
| Coulounieix-Chamiers        | Canton créé              | Canton créé                | Canton créé | Mireille Bordes            |                 | PS              |
| Coulounieix-Chamiers        | Canton créé              | Canton créé                | Canton créé | Michel Testut              |                 | PS              |
| Domme                       | Germinal Peiro           |                            | PS          | Canton supprimé            | Canton supprimé | Canton supprimé |
| Excideuil                   | Annie Sedan              |                            | PS          | Canton supprimé            | Canton supprimé | Canton supprimé |
| Eymet                       | Henri Delage             |                            | PS          | Canton supprimé            | Canton supprimé | Canton supprimé |
| Haut-Périgord Noir          | Canton créé              | Canton créé                | Canton créé | Francine Bourra            |                 | UMP             |
| Haut-Périgord Noir          | Canton créé              | Canton créé                | Canton créé | Dominique Bousquet         |                 | UMP             |
| Hautefort                   | Yves Moreau*             |                            | PRG         | Canton supprimé            | Canton supprimé | Canton supprimé |
| Isle-Loue-Auvézère          | Canton créé              | Canton créé                | Canton créé | Bruno Lamonerie            |                 | PS              |
| Isle-Loue-Auvézère          | Canton créé              | Canton créé                | Canton créé | Annie Sedan                |                 | PS              |
| Isle-Manoire                | Canton créé              | Canton créé                | Canton créé | Jacques Auzou              |                 | PCF             |
| Isle-Manoire                | Canton créé              | Canton créé                | Canton créé | Marie-Claude Varaillas     |                 | PCF             |
| Issigeac                    | Jean-Claude Castagner*   |                            | PS          | Canton supprimé            | Canton supprimé | Canton supprimé |
| Jumilhac-le-Grand           | Michel Karp              |                            | PS          | Canton supprimé            | Canton supprimé | Canton supprimé |
| La Force                    | Armand Zaccaron          |                            | PCF         | Canton supprimé            | Canton supprimé | Canton supprimé |
| Lalinde                     | Serge Mérillou           |                            | PS          | Marie-Lise Marsat          |                 | PS              |
| Lalinde                     | Serge Mérillou           | Serge Mérillou             | PS          |                            | PS              |                 |
| Lanouaille                  | Jean-Michel Lamassiaude* |                            | PS          | Canton supprimé            | Canton supprimé | Canton supprimé |
| Mareuil                     | Jean-Paul Couvy*         |                            | PS          | Canton supprimé            | Canton supprimé | Canton supprimé |
| Monpazier                   | Marc Mattera             |                            | MoDem       | Canton supprimé            | Canton supprimé | Canton supprimé |
| Montagrier                  | Jeannik Nadal            |                            | PS          | Canton supprimé            | Canton supprimé | Canton supprimé |
| Montignac                   | Jacques Cabanel*         |                            | PS          | Canton supprimé            | Canton supprimé | Canton supprimé |
| Montpon-Ménestérol          | Jean-Paul Lotterie       |                            | PS          | Corinne de Almeida         |                 | PS              |
| Montpon-Ménestérol          | Jean-Paul Lotterie       | Jean-Paul Lotterie         | PS          |                            | PS              |                 |
| Mussidan                    | Roland Laurière*         |                            | PS          | Canton supprimé            | Canton supprimé | Canton supprimé |
| Neuvic                      | Pascal Deguilhem*        |                            | PS          | Canton supprimé            | Canton supprimé | Canton supprimé |
| Nontron                     | Pascal Bourdeau          |                            | PS          | Canton supprimé            | Canton supprimé | Canton supprimé |
| Pays de la Force            | Canton créé              | Canton créé                | Canton créé | Colette Veyssière          |                 | PS              |
| Pays de la Force            | Canton créé              | Canton créé                | Canton créé | Armand Zaccaron            |                 | PCF             |
| Pays de Montaigne et Gurson | Canton créé              | Canton créé                | Canton créé | Thierry Boidé              |                 | UMP             |
| Pays de Montaigne et Gurson | Canton créé              | Canton créé                | Canton créé | Christel Defoulny          |                 | DVD             |
| Périgord central            | Canton créé              | Canton créé                | Canton créé | Thierry Nardou             |                 | PS              |
| Périgord central            | Canton créé              | Canton créé                | Canton créé | Marie-Rose Veyssière       |                 | PS              |
| Périgord vert nontronnais   | Canton créé              | Canton créé                | Canton créé | Pascal Bourdeau            |                 | PS              |
| Périgord vert nontronnais   | Canton créé              | Canton créé                | Canton créé | Juliette Nevers            |                 | PS              |
| Périgueux-1                 | Canton créé              | Canton créé                | Canton créé | Natacha Mayaud             |                 | UMP             |
| Périgueux-1                 | Canton créé              | Canton créé                | Canton créé | Laurent Mossion            |                 | UMP             |
| Périgueux-2                 | Canton créé              | Canton créé                | Canton créé | Thierry Cipierre           |                 | UDI             |
| Périgueux-2                 | Canton créé              | Canton créé                | Canton créé | Joëlle Huth                |                 | UDI             |
| Périgueux-Centre            | Jean-Paul Daudou*        |                            | DVD         | Canton supprimé            | Canton supprimé | Canton supprimé |
| Périgueux-Nord-Est          | Francis Colbac           |                            | PCF         | Canton supprimé            | Canton supprimé | Canton supprimé |
| Périgueux-Ouest             | Mireille Bordes          |                            | PS          | Canton supprimé            | Canton supprimé | Canton supprimé |
| Ribérac                     | Bernard Cazeau*          |                            | PS          | Didier Bazinet             |                 | PS              |
| Ribérac                     | Bernard Cazeau*          | Nicole Gervaise            | PS          |                            | PS              |                 |
| Saint-Astier                | Jacques Monmarson        |                            | PS          | Élisabeth Marty            |                 | DVD             |
| Saint-Astier                | Jacques Monmarson        | Pascal Protano             | PS          |                            | DVD             |                 |
| Saint-Aulaye                | Jean-Jacques Gendreau*   |                            | DVG         | Canton supprimé            | Canton supprimé | Canton supprimé |
| Saint-Cyprien               | Francis Dutard*          |                            | PS          | Canton supprimé            | Canton supprimé | Canton supprimé |
| Sainte-Alvère               | Philippe Ducène*         |                            | UMP         | Canton supprimé            | Canton supprimé | Canton supprimé |
| Saint-Pardoux-la-Rivière    | Georges Colas*           |                            | PS          | Canton supprimé            | Canton supprimé | Canton supprimé |
| Saint-Pierre-de-Chignac     | Jacques Auzou            |                            | PCF         | Canton supprimé            | Canton supprimé | Canton supprimé |
| Salignac-Eyvigues           | Michel Lajugie           |                            | PCF         | Canton supprimé            | Canton supprimé | Canton supprimé |
| Sarlat-la-Canéda            | Jean-Fred Droin          |                            | PS          | Jean-Fred Droin            |                 | PS              |
| Sarlat-la-Canéda            | Jean-Fred Droin          | Maryline Flaquière         | PS          |                            | PS              |                 |
| Savignac-les-Églises        | Jean-Claude Pinault      |                            | PCF         | Canton supprimé            | Canton supprimé | Canton supprimé |
| Sigoulès                    | Michel Bourgeois*        |                            | DVG         | Canton supprimé            | Canton supprimé | Canton supprimé |
| Sud-Bergeracois             | Canton créé              | Canton créé                | Canton créé | Sylvie Chevallier          |                 | PS              |
| Sud-Bergeracois             | Canton créé              | Canton créé                | Canton créé | Henri Delage               |                 | PS              |
| Terrasson-Lavilledieu       | Serge Eymard*            |                            | PS          | Régine Anglard             |                 | PS              |
| Terrasson-Lavilledieu       | Serge Eymard*            | Michel Lajugie             | PS          |                            | PCF             |                 |
| Thenon                      | Dominique Bousquet       |                            | UMP         | Canton supprimé            | Canton supprimé | Canton supprimé |
| Thiviers                    | Colette Langlade         |                            | PS          | Michel Karp                |                 | PS              |
| Thiviers                    | Colette Langlade         | Colette Langlade           | PS          |                            | PS              |                 |
| Trélissac                   | Canton créé              | Canton créé                | Canton créé | Christelle Boucaud         |                 | PS              |
| Trélissac                   | Canton créé              | Canton créé                | Canton créé | Stéphane Dobbels           |                 | PS              |
| Vallée Dordogne             | Canton créé              | Canton créé                | Canton créé | Germinal Peiro             |                 | PS              |
| Vallée Dordogne             | Canton créé              | Canton créé                | Canton créé | Brigitte Pistolozzi        |                 | PS              |
| Vallée de l’Isle            | Canton créé              | Canton créé                | Canton créé | Carline Cappelle           |                 | PS              |
| Vallée de l’Isle            | Canton créé              | Canton créé                | Canton créé | Jean-Michel Magne          |                 | PS              |
| Vallée de l’Homme           | Canton créé              | Canton créé                | Canton créé | Nathalie Manet-Carbonnière |                 | PS              |
| Vallée de l’Homme           | Canton créé              | Canton créé                | Canton créé | Christian Teillac          |                 | PS              |
| Vélines                     | Serge Fourcaud           |                            | PS          | Canton supprimé            | Canton supprimé | Canton supprimé |
| Vergt                       | Jean-Pierre Saint-Amand* |                            | PS          | Canton supprimé            | Canton supprimé | Canton supprimé |
| Verteillac                  | Didier Bazinet           |                            | PS          | Canton supprimé            | Canton supprimé | Canton supprimé |
| Villamblard                 | Jean Fourloubey*         |                            | PS          | Canton supprimé            | Canton supprimé | Canton supprimé |
| Villefranche-de-Lonchat     | Thierry Boidé            |                            | UMP         | Canton supprimé            | Canton supprimé | Canton supprimé |
| Villefranche-du-Périgord    | François Fournier*       |                            | PS          | Canton supprimé            | Canton supprimé | Canton supprimé |

* Conseillers généraux sortants ne se représentant pas

## Résultats par canton

### Canton de Bergerac-1
| Candidats   | Candidats           | Partis      | Partis      | Premier tour | Premier tour | Second tour | Second tour |
| Candidats   | Candidats           | Partis      | Partis      | Voix         | %            | Voix        | %           |
| ----------- | ------------------- | ----------- | ----------- | ------------ | ------------ | ----------- | ----------- |
| 1           | Wilfried Peyronnet  |             | FN          | 1 961        | 29,35        | 2 208       | 35,42       |
| 1           | Françoise Sanguine  |             | FN          | 1 961        | 29,35        | 2 208       | 35,42       |
| 2           | Julie Tejerizo      |             | PCF         | 593          | 8,87         |             |             |
| 2           | Cédric Zapera       |             | PCF         | 593          | 8,87         |             |             |
| 3           | Adib Benfeddoul     |             | DVD         | 2 021        | 30,25        | 4 025       | 64,58       |
| 3           | Gaëlle Blanc        |             | DVD         | 2 021        | 30,25        | 4 025       | 64,58       |
| 4           | Fabien Ruet         |             | PS          | 1 547        | 23,15        |             |             |
| 4           | Jacqueline Simonnet |             | DVG         | 1 547        | 23,15        |             |             |
| 5           | Hélène Lehmann      |             | DVG         | 560          | 8,38         |             |             |
| 5           | Philippe Mallard    |             | DVG         | 560          | 8,38         |             |             |
|             |                     |             |             |              |              |             |             |
| Inscrits    | Inscrits            | Inscrits    | Inscrits    | 13 457       | 100,00       | 13 457      | 100,00      |
| Abstentions | Abstentions         | Abstentions | Abstentions | 6 433        | 47,80        | 6 281       | 46,67       |
| Votants     | Votants             | Votants     | Votants     | 7 024        | 52,20        | 7 176       | 53,33       |
| Blancs      | Blancs              | Blancs      | Blancs      | 192          | 2,73         | 557         | 7,76        |
| Nuls        | Nuls                | Nuls        | Nuls        | 150          | 2,14         | 386         | 5,38        |
| Exprimés    | Exprimés            | Exprimés    | Exprimés    | 6 682        | 95,13        | 6 233       | 86,86       |

### Canton de Bergerac-2
| Candidats   | Candidats          | Partis      | Partis      | Premier tour | Premier tour | Second tour | Second tour |
| Candidats   | Candidats          | Partis      | Partis      | Voix         | %            | Voix        | %           |
| ----------- | ------------------ | ----------- | ----------- | ------------ | ------------ | ----------- | ----------- |
| 1           | Michel Berçaïts    |             | PCF         | 463          | 6,26         |             |             |
| 1           | Christiane Vincent |             | PCF         | 463          | 6,26         |             |             |
| 2           | Frédéric Delmares  |             | PS          | 2 016        | 27,27        | 4 092       | 57,67       |
| 2           | Cécile Labarthe    |             | PS          | 2 016        | 27,27        | 4 092       | 57,67       |
| 3           | Robert Dubois      |             | FN          | 2 037        | 27,55        | 3 004       | 42,33       |
| 3           | Karine Havard      |             | FN          | 2 037        | 27,55        | 3 004       | 42,33       |
| 4           | Lionel Frel        |             | EÉLV        | 472          | 6,38         |             |             |
| 4           | Margaret Méchin    |             | PG          | 472          | 6,38         |             |             |
| 5           | Caroline Iragne    |             | DVG         | 676          | 9,14         |             |             |
| 5           | Sylvain Le Bail    |             | DVG         | 676          | 9,14         |             |             |
| 6           | Marianne de Jaeger |             | UMP         | 1 730        | 23,40        |             |             |
| 6           | Jacques Laisné     |             | UMP         | 1 730        | 23,40        |             |             |
|             |                    |             |             |              |              |             |             |
| Inscrits    | Inscrits           | Inscrits    | Inscrits    | 14 108       | 100,00       | 14 109      | 100,00      |
| Abstentions | Abstentions        | Abstentions | Abstentions | 6 290        | 44,58        | 6 001       | 42,53       |
| Votants     | Votants            | Votants     | Votants     | 7 818        | 55,42        | 8 108       | 57,47       |
| Blancs      | Blancs             | Blancs      | Blancs      | 242          | 3,10         | 556         | 6,86        |
| Nuls        | Nuls               | Nuls        | Nuls        | 182          | 2,33         | 456         | 5,62        |
| Exprimés    | Exprimés           | Exprimés    | Exprimés    | 7 394        | 94,58        | 7 096       | 87,52       |

### Canton de Brantôme
| Candidats            | Candidats                  | Partis      | Partis      | Premier tour | Premier tour | Second tour | Second tour |
| Candidats            | Candidats                  | Partis      | Partis      | Voix         | %            | Voix        | %           |
| -------------------- | -------------------------- | ----------- | ----------- | ------------ | ------------ | ----------- | ----------- |
| 1                    | Jeannik Nadal*             |             | PS          | 2 683        | 35,41        | 3 780       | 50,83       |
| 1                    | Marie-Pascale Robert-Rolin |             | PS          | 2 683        | 35,41        | 3 780       | 50,83       |
| 2                    | Michelle Jollivet          |             | FN          | 1 612        | 21,27        |             |             |
| 2                    | Jean Richard               |             | FN          | 1 612        | 21,27        |             |             |
| 3                    | Norbert Lacoste            |             | PCF         | 744          | 9,82         |             |             |
| 3                    | Françoise Vitel            |             | PCF         | 744          | 9,82         |             |             |
| 4                    | Christian Mazière*         |             | DVD         | 2 538        | 33,50        | 3 657       | 49,17       |
| 4                    | Monique Ratinaud           |             | DVD         | 2 538        | 33,50        | 3 657       | 49,17       |
|                      |                            |             |             |              |              |             |             |
| Inscrits             | Inscrits                   | Inscrits    | Inscrits    | 12 917       | 100,00       | 12 913      | 100,00      |
| Abstentions          | Abstentions                | Abstentions | Abstentions | 4 846        | 37,52        | 4 645       | 35,97       |
| Votants              | Votants                    | Votants     | Votants     | 8 071        | 62,48        | 8 268       | 64,03       |
| Blancs               | Blancs                     | Blancs      | Blancs      | 286          | 3,54         | 396         | 4,79        |
| Nuls                 | Nuls                       | Nuls        | Nuls        | 208          | 2,58         | 435         | 5,26        |
| Exprimés             | Exprimés                   | Exprimés    | Exprimés    | 7 577        | 93,88        | 7 437       | 89,95       |
| * conseiller sortant |                            |             |             |              |              |             |             |

### Canton de Coulounieix-Chamiers
| Candidats            | Candidats                  | Partis      | Partis      | Premier tour | Premier tour | Second tour | Second tour |
| Candidats            | Candidats                  | Partis      | Partis      | Voix         | %            | Voix        | %           |
| -------------------- | -------------------------- | ----------- | ----------- | ------------ | ------------ | ----------- | ----------- |
| 1                    | Fatahi Kuye                |             | DVD         | 1 308        | 19,02        |             |             |
| 1                    | Sylvie Wittling            |             | DVD         | 1 308        | 19,02        |             |             |
| 2                    | Guilhem d'Abbadie d'Arrast |             | FN          | 1 612        | 23,44        | 2 238       | 34,59       |
| 2                    | Geneviève Lenestour        |             | FN          | 1 612        | 23,44        | 2 238       | 34,59       |
| 3                    | Josette de Pischof         |             | PCF         | 881          | 12,81        |             |             |
| 3                    | Jean Charles Vandroux      |             | PCF         | 881          | 12,81        |             |             |
| 4                    | Francis Cortez             |             | EÉLV        | 607          | 8,83         |             |             |
| 4                    | Marilyne Forgeneuf         |             | EÉLV        | 607          | 8,83         |             |             |
| 5                    | Mireille Bordes*           |             | PS          | 2 468        | 35,89        | 4 232       | 65,41       |
| 5                    | Michel Testut              |             | PS          | 2 468        | 35,89        | 4 232       | 65,41       |
|                      |                            |             |             |              |              |             |             |
| Inscrits             | Inscrits                   | Inscrits    | Inscrits    | 13 896       | 100,00       | 13 892      | 100,00      |
| Abstentions          | Abstentions                | Abstentions | Abstentions | 6 481        | 46,64        | 6 310       | 45,42       |
| Votants              | Votants                    | Votants     | Votants     | 7 415        | 53,36        | 7 582       | 54,58       |
| Blancs               | Blancs                     | Blancs      | Blancs      | 329          | 4,44         | 588         | 7,76        |
| Nuls                 | Nuls                       | Nuls        | Nuls        | 210          | 2,83         | 524         | 6,91        |
| Exprimés             | Exprimés                   | Exprimés    | Exprimés    | 6 876        | 92,73        | 6 470       | 85,33       |
| * conseiller sortant |                            |             |             |              |              |             |             |

### Canton du Haut-Périgord Noir
| Candidats            | Candidats           | Partis      | Partis      | Premier tour | Premier tour | Second tour | Second tour |
| Candidats            | Candidats           | Partis      | Partis      | Voix         | %            | Voix        | %           |
| -------------------- | ------------------- | ----------- | ----------- | ------------ | ------------ | ----------- | ----------- |
| 1                    | Francine Bourra     |             | UMP         | 2 585        | 37,36        | 3 506       | 50,14       |
| 1                    | Dominique Bousquet* |             | UMP         | 2 585        | 37,36        | 3 506       | 50,14       |
| 2                    | Mathieu Allard      |             | FN          | 1 192        | 17,23        |             |             |
| 2                    | Laetitia Audinette  |             | FN          | 1 192        | 17,23        |             |             |
| 3                    | Jean-Paul Robert    |             | PCF         | 747          | 10,80        |             |             |
| 3                    | Viviane Roux        |             | PCF         | 747          | 10,80        |             |             |
| 4                    | Nadine Éloi         |             | PS          | 2 395        | 34,61        | 3 487       | 49,86       |
| 4                    | Serge Pédenon       |             | PS          | 2 395        | 34,61        | 3 487       | 49,86       |
|                      |                     |             |             |              |              |             |             |
| Inscrits             | Inscrits            | Inscrits    | Inscrits    | 11 432       | 100,00       | 11 431      | 100,00      |
| Abstentions          | Abstentions         | Abstentions | Abstentions | 4 059        | 35,51        | 3 714       | 32,49       |
| Votants              | Votants             | Votants     | Votants     | 7 373        | 64,49        | 7 717       | 67,51       |
| Blancs               | Blancs              | Blancs      | Blancs      | 271          | 3,68         | 398         | 5,16        |
| Nuls                 | Nuls                | Nuls        | Nuls        | 183          | 2,48         | 326         | 4,22        |
| Exprimés             | Exprimés            | Exprimés    | Exprimés    | 6 919        | 93,84        | 6 993       | 90,62       |
| * conseiller sortant |                     |             |             |              |              |             |             |

### Canton d'Isle-Loue-Auvézère
| Candidats            | Candidats               | Partis      | Partis      | Premier tour | Premier tour | Second tour | Second tour |
| Candidats            | Candidats               | Partis      | Partis      | Voix         | %            | Voix        | %           |
| -------------------- | ----------------------- | ----------- | ----------- | ------------ | ------------ | ----------- | ----------- |
| 1                    | Bruno Lamonerie         |             | PS          | 2 687        | 37,65        | 3 824       | 55,98       |
| 1                    | Annie Sedan*            |             | PS          | 2 687        | 37,65        | 3 824       | 55,98       |
| 2                    | Laurence Meynard-Delage |             | PCF         | 1 179        | 16,52        |             |             |
| 2                    | Jean-Claude Pinault*    |             | PCF         | 1 179        | 16,52        |             |             |
| 3                    | Jean-Pierre Cubertafon  |             | MoDem       | 2 102        | 29,45        | 3 007       | 44,02       |
| 3                    | Nathalie Mailler        |             | DVD         | 2 102        | 29,45        | 3 007       | 44,02       |
| 4                    | Josiane Marchesi        |             | FN          | 1 169        | 16,38        |             |             |
| 4                    | Franck Revil            |             | FN          | 1 169        | 16,38        |             |             |
|                      |                         |             |             |              |              |             |             |
| Inscrits             | Inscrits                | Inscrits    | Inscrits    | 11 412       | 100,00       | 11 410      | 100,00      |
| Abstentions          | Abstentions             | Abstentions | Abstentions | 3 778        | 33,11        | 3 732       | 32,71       |
| Votants              | Votants                 | Votants     | Votants     | 7 634        | 66,89        | 7 678       | 67,29       |
| Blancs               | Blancs                  | Blancs      | Blancs      | 256          | 3,35         | 458         | 5,97        |
| Nuls                 | Nuls                    | Nuls        | Nuls        | 241          | 3,16         | 389         | 5,07        |
| Exprimés             | Exprimés                | Exprimés    | Exprimés    | 7 137        | 93,49        | 6 831       | 88,97       |
| * conseiller sortant |                         |             |             |              |              |             |             |

### Canton d'Isle-Manoire
| Candidats            | Candidats              | Partis      | Partis      | Premier tour | Premier tour | Second tour | Second tour |
| Candidats            | Candidats              | Partis      | Partis      | Voix         | %            | Voix        | %           |
| -------------------- | ---------------------- | ----------- | ----------- | ------------ | ------------ | ----------- | ----------- |
| 1                    | Jérémy Pierre-Nadal    |             | PS          | 1 530        | 18,91        |             |             |
| 1                    | Mireille Volpato       |             | PS          | 1 530        | 18,91        |             |             |
| 2                    | Vincent Lacoste        |             | UMP         | 1 408        | 17,40        |             |             |
| 2                    | Pierrette Vigier       |             | UMP         | 1 408        | 17,40        |             |             |
| 3                    | Pascal Buissard        |             | FN          | 1 633        | 20,18        | 2 178       | 28,66       |
| 3                    | Noëlle Chatard         |             | FN          | 1 633        | 20,18        | 2 178       | 28,66       |
| 4                    | Jacques Auzou*         |             | PCF         | 3 521        | 43,51        | 5 422       | 71,34       |
| 4                    | Marie-Claude Varaillas |             | PCF         | 3 521        | 43,51        | 5 422       | 71,34       |
|                      |                        |             |             |              |              |             |             |
| Inscrits             | Inscrits               | Inscrits    | Inscrits    | 14 890       | 100,00       | 14 889      | 100,00      |
| Abstentions          | Abstentions            | Abstentions | Abstentions | 6 255        | 42,01        | 6 310       | 42,38       |
| Votants              | Votants                | Votants     | Votants     | 8 635        | 57,99        | 8 579       | 57,62       |
| Blancs               | Blancs                 | Blancs      | Blancs      | 329          | 3,81         | 614         | 7,16        |
| Nuls                 | Nuls                   | Nuls        | Nuls        | 214          | 2,48         | 365         | 4,25        |
| Exprimés             | Exprimés               | Exprimés    | Exprimés    | 8 092        | 93,71        | 7 600       | 88,59       |
| * conseiller sortant |                        |             |             |              |              |             |             |

### Canton de Lalinde
| Candidats            | Candidats               | Partis      | Partis      | Premier tour | Premier tour | Second tour | Second tour |
| Candidats            | Candidats               | Partis      | Partis      | Voix         | %            | Voix        | %           |
| -------------------- | ----------------------- | ----------- | ----------- | ------------ | ------------ | ----------- | ----------- |
| 1                    | Marie-Lise Marsat       |             | PS          | 2 723        | 31,12        | 4 597       | 55,86       |
| 1                    | Serge Mérillou*         |             | PS          | 2 723        | 31,12        | 4 597       | 55,86       |
| 2                    | Christine Fayol         |             | MoDem       | 1 152        | 13,17        |             |             |
| 2                    | Marc Mattera*           |             | MoDem       | 1 152        | 13,17        |             |             |
| 3                    | Véronique Capdeville    |             | DVD         | 2 051        | 23,44        | 3 632       | 44,14       |
| 3                    | Dominique Mortemousque* |             | UMP         | 2 051        | 23,44        | 3 632       | 44,14       |
| 4                    | Viviane Grellety        |             | PCF         | 795          | 9,09         |             |             |
| 4                    | Laurent Péréa           |             | PCF         | 795          | 9,09         |             |             |
| 5                    | Mary-July Maffeïs       |             | DVG         | 542          | 6,19         |             |             |
| 5                    | Martin Slaghuis         |             | DVG         | 542          | 6,19         |             |             |
| 6                    | Guillaume Coste         |             | FN          | 1 487        | 16,99        |             |             |
| 6                    | Karine Proust           |             | FN          | 1 487        | 16,99        |             |             |
|                      |                         |             |             |              |              |             |             |
| Inscrits             | Inscrits                | Inscrits    | Inscrits    | 14 155       | 100,00       | 14 154      | 100,00      |
| Abstentions          | Abstentions             | Abstentions | Abstentions | 5 017        | 35,44        | 5 107       | 36,08       |
| Votants              | Votants                 | Votants     | Votants     | 9 138        | 64,56        | 9 047       | 63,92       |
| Blancs               | Blancs                  | Blancs      | Blancs      | 238          | 2,60         | 441         | 4,87        |
| Nuls                 | Nuls                    | Nuls        | Nuls        | 150          | 1,64         | 377         | 4,17        |
| Exprimés             | Exprimés                | Exprimés    | Exprimés    | 8 750        | 95,75        | 8 229       | 90,96       |
| * conseiller sortant |                         |             |             |              |              |             |             |

### Canton de Montpon-Ménestérol
| Candidats            | Candidats                  | Partis      | Partis      | Premier tour | Premier tour | Second tour | Second tour |
| Candidats            | Candidats                  | Partis      | Partis      | Voix         | %            | Voix        | %           |
| -------------------- | -------------------------- | ----------- | ----------- | ------------ | ------------ | ----------- | ----------- |
| 1                    | Luc Buton                  |             | FN          | 2 137        | 29,35        | 2 193       | 27,81       |
| 1                    | Christiane Delrieu         |             | FN          | 2 137        | 29,35        | 2 193       | 27,81       |
| 2                    | Corinne de Almeida         |             | PS          | 2 550        | 35,02        | 3 213       | 40,75       |
| 2                    | Jean-Paul Lotterie*        |             | PS          | 2 550        | 35,02        | 3 213       | 40,75       |
| 3                    | Pierre de Cumond           |             | DVD         | 2 043        | 28,06        | 2 479       | 31,44       |
| 3                    | Corinne Gimenez            |             | DVD         | 2 043        | 28,06        | 2 479       | 31,44       |
| 4                    | Geneviève Rigoulet-Auxerre |             | PCF         | 552          | 7,58         |             |             |
| 4                    | Michel Simon               |             | PCF         | 552          | 7,58         |             |             |
|                      |                            |             |             |              |              |             |             |
| Inscrits             | Inscrits                   | Inscrits    | Inscrits    | 14 002       | 100,00       | 14 003      | 100,00      |
| Abstentions          | Abstentions                | Abstentions | Abstentions | 6 180        | 44,14        | 5 631       | 40,21       |
| Votants              | Votants                    | Votants     | Votants     | 7 822        | 55,86        | 8 372       | 59,79       |
| Blancs               | Blancs                     | Blancs      | Blancs      | 353          | 4,51         | 299         | 3,57        |
| Nuls                 | Nuls                       | Nuls        | Nuls        | 187          | 2,39         | 188         | 2,25        |
| Exprimés             | Exprimés                   | Exprimés    | Exprimés    | 7 282        | 93,10        | 7 885       | 94,18       |
| * conseiller sortant |                            |             |             |              |              |             |             |

### Canton du Pays de la Force
| Candidats            | Candidats              | Partis      | Partis      | Premier tour | Premier tour | Second tour | Second tour |
| Candidats            | Candidats              | Partis      | Partis      | Voix         | %            | Voix        | %           |
| -------------------- | ---------------------- | ----------- | ----------- | ------------ | ------------ | ----------- | ----------- |
| 1                    | Colette Veyssière      |             | PS          | 3 345        | 49,78        | 4 134       | 62,38       |
| 1                    | Armand Zaccaron*       |             | PCF         | 3 345        | 49,78        | 4 134       | 62,38       |
| 2                    | Évelyne Lauvrière      |             | UMP         | 1 320        | 19,64        |             |             |
| 2                    | Nicolas Morand-Monteil |             | UMP         | 1 320        | 19,64        |             |             |
| 3                    | Hubert Bonnay          |             | FN          | 2 055        | 30,58        | 2 493       | 37,62       |
| 3                    | Muriel Pachier         |             | FN          | 2 055        | 30,58        | 2 493       | 37,62       |
|                      |                        |             |             |              |              |             |             |
| Inscrits             | Inscrits               | Inscrits    | Inscrits    | 12 749       | 100,00       | 12 749      | 100,00      |
| Abstentions          | Abstentions            | Abstentions | Abstentions | 5 640        | 44,24        | 5 457       | 42,80       |
| Votants              | Votants                | Votants     | Votants     | 7 109        | 55,76        | 7 292       | 57,20       |
| Blancs               | Blancs                 | Blancs      | Blancs      | 229          | 3,22         | 418         | 5,73        |
| Nuls                 | Nuls                   | Nuls        | Nuls        | 160          | 2,25         | 247         | 3,39        |
| Exprimés             | Exprimés               | Exprimés    | Exprimés    | 6 720        | 94,53        | 6 627       | 90,88       |
| * conseiller sortant |                        |             |             |              |              |             |             |

### Canton du Pays de Montaigne et Gurson
| Candidats            | Candidats         | Partis      | Partis      | Premier tour | Premier tour | Second tour | Second tour |
| Candidats            | Candidats         | Partis      | Partis      | Voix         | %            | Voix        | %           |
| -------------------- | ----------------- | ----------- | ----------- | ------------ | ------------ | ----------- | ----------- |
| 1                    | Thierry Boidé*    |             | UMP         | 2 481        | 40,66        | 2 830       | 43,44       |
| 1                    | Christel Defoulny |             | DVD         | 2 481        | 40,66        | 2 830       | 43,44       |
| 2                    | Marcel Deffieux   |             | PCF         | 370          | 6,06         |             |             |
| 2                    | Annie Namin       |             | PCF         | 370          | 6,06         |             |             |
| 3                    | Simone Gateau     |             | FN          | 1 503        | 24,63        | 1 502       | 23,06       |
| 3                    | Jean Gratade      |             | FN          | 1 503        | 24,63        | 1 502       | 23,06       |
| 4                    | Serge Fourcaud*   |             | PS          | 1 748        | 28,65        | 2 182       | 33,50       |
| 4                    | Pascale Penisson  |             | PS          | 1 748        | 28,65        | 2 182       | 33,50       |
|                      |                   |             |             |              |              |             |             |
| Inscrits             | Inscrits          | Inscrits    | Inscrits    | 10 832       | 100,00       | 10 832      | 100,00      |
| Abstentions          | Abstentions       | Abstentions | Abstentions | 4 462        | 41,19        | 4 067       | 37,55       |
| Votants              | Votants           | Votants     | Votants     | 6 370        | 58,81        | 6 765       | 62,45       |
| Blancs               | Blancs            | Blancs      | Blancs      | 174          | 2,73         | 155         | 2,29        |
| Nuls                 | Nuls              | Nuls        | Nuls        | 94           | 1,48         | 96          | 1,42        |
| Exprimés             | Exprimés          | Exprimés    | Exprimés    | 6 102        | 95,79        | 6 514       | 96,29       |
| * conseiller sortant |                   |             |             |              |              |             |             |

### Canton du Périgord central
| Candidats   | Candidats            | Partis      | Partis      | Premier tour | Premier tour | Second tour | Second tour |
| Candidats   | Candidats            | Partis      | Partis      | Voix         | %            | Voix        | %           |
| ----------- | -------------------- | ----------- | ----------- | ------------ | ------------ | ----------- | ----------- |
| 1           | Élise Chantegreil    |             | PCF         | 696          | 10,60        |             |             |
| 1           | Pierre Jaubertie     |             | PCF         | 696          | 10,60        |             |             |
| 2           | Philippe Dubot       |             | EÉLV        | 468          | 7,13         |             |             |
| 2           | Annie Palazzi        |             | PG          | 468          | 7,13         |             |             |
| 3           | Carolle Guy          |             | DVD         | 1 738        | 26,47        | 2 283       | 33,50       |
| 3           | Jean Le Cocguic      |             | DVD         | 1 738        | 26,47        | 2 283       | 33,50       |
| 4           | Thierry Nardou       |             | PS          | 2 247        | 34,22        | 32,37       | 47,51       |
| 4           | Marie-Rose Veyssière |             | PS          | 2 247        | 34,22        | 32,37       | 47,51       |
| 5           | Wilfried Jaudet      |             | FN          | 1 417        | 21,58        | 1 294       | 18,99       |
| 5           | Josiane Poulain      |             | FN          | 1 417        | 21,58        | 1 294       | 18,99       |
|             |                      |             |             |              |              |             |             |
| Inscrits    | Inscrits             | Inscrits    | Inscrits    | 10 892       | 100,00       | 10 888      | 100,00      |
| Abstentions | Abstentions          | Abstentions | Abstentions | 3 993        | 36,66        | 3 736       | 34,31       |
| Votants     | Votants              | Votants     | Votants     | 6 899        | 63,34        | 7 152       | 65,69       |
| Blancs      | Blancs               | Blancs      | Blancs      | 188          | 2,73         | 196         | 2,74        |
| Nuls        | Nuls                 | Nuls        | Nuls        | 145          | 2,10         | 142         | 1,99        |
| Exprimés    | Exprimés             | Exprimés    | Exprimés    | 6 566        | 95,17        | 6 814       | 95,27       |

### Canton du Périgord vert nontronnais
| Candidats            | Candidats         | Partis      | Partis      | Premier tour | Premier tour | Second tour | Second tour |
| Candidats            | Candidats         | Partis      | Partis      | Voix         | %            | Voix        | %           |
| -------------------- | ----------------- | ----------- | ----------- | ------------ | ------------ | ----------- | ----------- |
| 1                    | Pascal Bourdeau*  |             | PS          | 2 715        | 36,35        | 3 925       | 53,42       |
| 1                    | Juliette Nevers   |             | PS          | 2 715        | 36,35        | 3 925       | 53,42       |
| 2                    | Lucile de Froment |             | FN          | 1 530        | 20,48        |             |             |
| 2                    | Patrick Volker    |             | FN          | 1 530        | 20,48        |             |             |
| 3                    | Francine Bernard  |             | PCF         | 902          | 12,08        |             |             |
| 3                    | Jean Paul Salon   |             | PCF         | 902          | 12,08        |             |             |
| 4                    | Béatrice Cibot    |             | DVD         | 2 322        | 31,09        | 3 423       | 46,58       |
| 4                    | Jean-Pierre Porte |             | DVD         | 2 322        | 31,09        | 3 423       | 46,58       |
|                      |                   |             |             |              |              |             |             |
| Inscrits             | Inscrits          | Inscrits    | Inscrits    | 12 265       | 100,00       | 12 262      | 100,00      |
| Abstentions          | Abstentions       | Abstentions | Abstentions | 4 316        | 35,19        | 4 121       | 33,61       |
| Votants              | Votants           | Votants     | Votants     | 7 949        | 64,81        | 8 141       | 66,39       |
| Blancs               | Blancs            | Blancs      | Blancs      | 257          | 3,23         | 378         | 4,64        |
| Nuls                 | Nuls              | Nuls        | Nuls        | 223          | 2,81         | 415         | 5,10        |
| Exprimés             | Exprimés          | Exprimés    | Exprimés    | 7 469        | 93,96        | 7 348       | 90,26       |
| * conseiller sortant |                   |             |             |              |              |             |             |

### Canton de Périgueux-1
| Candidats   | Candidats           | Partis      | Partis      | Premier tour | Premier tour | Second tour | Second tour |
| Candidats   | Candidats           | Partis      | Partis      | Voix         | %            | Voix        | %           |
| ----------- | ------------------- | ----------- | ----------- | ------------ | ------------ | ----------- | ----------- |
| 1           | Marie Moulènes      |             | PS          | 1 464        | 29,77        | 2 229       | 47,53       |
| 1           | Mostafa Moutawakkil |             | PS          | 1 464        | 29,77        | 2 229       | 47,53       |
| 2           | Élizabeth Lapierre  |             | FN          | 785          | 15,97        |             |             |
| 2           | Jérôme Moulinet     |             | FN          | 785          | 15,97        |             |             |
| 3           | Monia Clément       |             | EÉLV        | 345          | 7,02         |             |             |
| 3           | Jean Lacassagne     |             | PG          | 345          | 7,02         |             |             |
| 4           | Vianney Le Vacon    |             | PCF         | 446          | 9,07         |             |             |
| 4           | Nadja Martinez      |             | PCF         | 446          | 9,07         |             |             |
| 5           | Natacha Mayaud      |             | UMP         | 1 877        | 38,17        | 2 461       | 52,47       |
| 5           | Laurent Mossion     |             | UMP         | 1 877        | 38,17        | 2 461       | 52,47       |
|             |                     |             |             |              |              |             |             |
| Inscrits    | Inscrits            | Inscrits    | Inscrits    | 9 576        | 100,00       | 9 576       | 100,00      |
| Abstentions | Abstentions         | Abstentions | Abstentions | 4 358        | 45,51        | 4 351       | 45,44       |
| Votants     | Votants             | Votants     | Votants     | 5 218        | 54,49        | 5 225       | 54,56       |
| Blancs      | Blancs              | Blancs      | Blancs      | 170          | 3,26         | 292         | 5,59        |
| Nuls        | Nuls                | Nuls        | Nuls        | 131          | 2,51         | 243         | 4,65        |
| Exprimés    | Exprimés            | Exprimés    | Exprimés    | 4 917        | 94,23        | 4 690       | 89,76       |

### Canton de Périgueux-2
| Candidats   | Candidats                | Partis      | Partis      | Premier tour | Premier tour | Second tour | Second tour |
| Candidats   | Candidats                | Partis      | Partis      | Voix         | %            | Voix        | %           |
| ----------- | ------------------------ | ----------- | ----------- | ------------ | ------------ | ----------- | ----------- |
| 1           | Hugues Lintignac         |             | PCF         | 396          | 8,95         |             |             |
| 1           | Pauline Puybareau        |             | PCF         | 396          | 8,95         |             |             |
| 2           | Robert Barbancey         |             | EÉLV        | 326          | 7,37         |             |             |
| 2           | Line Parisot             |             | EÉLV        | 326          | 7,37         |             |             |
| 3           | Richard Bourgeois        |             | PS          | 1 218        | 27,53        | 1 995       | 48,21       |
| 3           | Delphine Labails         |             | PS          | 1 218        | 27,53        | 1 995       | 48,21       |
| 4           | Thierry Cipierre         |             | UDI         | 1 458        | 32,96        | 2 143       | 51,79       |
| 4           | Joëlle Huth              |             | UDI         | 1 458        | 32,96        | 2 143       | 51,79       |
| 5           | Annick Ignard            |             | MoDem       | 314          | 7,10         |             |             |
| 5           | Jean-François Larenaudie |             | DVG         | 314          | 7,10         |             |             |
| 6           | Patricia Kante           |             | FN          | 712          | 16,09        |             |             |
| 6           | Michel Serve             |             | FN          | 712          | 16,09        |             |             |
|             |                          |             |             |              |              |             |             |
| Inscrits    | Inscrits                 | Inscrits    | Inscrits    | 8 425        | 100,00       | 8 426       | 100,00      |
| Abstentions | Abstentions              | Abstentions | Abstentions | 3 743        | 44,43        | 3 815       | 45,28       |
| Votants     | Votants                  | Votants     | Votants     | 4 682        | 55,57        | 4 611       | 54,72       |
| Blancs      | Blancs                   | Blancs      | Blancs      | 166          | 3,55         | 269         | 5,83        |
| Nuls        | Nuls                     | Nuls        | Nuls        | 92           | 1,96         | 204         | 4,42        |
| Exprimés    | Exprimés                 | Exprimés    | Exprimés    | 4 424        | 94,49        | 4 138       | 89,74       |
|             |                          |             |             |              |              |             |             |

### Canton de Ribérac
| Candidats            | Candidats          | Partis      | Partis      | Premier tour | Premier tour | Second tour | Second tour |
| Candidats            | Candidats          | Partis      | Partis      | Voix         | %            | Voix        | %           |
| -------------------- | ------------------ | ----------- | ----------- | ------------ | ------------ | ----------- | ----------- |
| 1                    | Alexandra Martinet |             | FN          | 1 305        | 19,18        |             |             |
| 1                    | Éric Villemagne    |             | FN          | 1 305        | 19,18        |             |             |
| 2                    | Marie-Luce Bordier |             | DVD         | 2 248        | 33,03        | 3 203       | 47,23       |
| 2                    | Patrice Favard     |             | UMP         | 2 248        | 33,03        | 3 203       | 47,23       |
| 3                    | Christophe Lasnier |             | PCF         | 517          | 7,60         |             |             |
| 3                    | Pascale Martin     |             | PCF         | 517          | 7,60         |             |             |
| 4                    | Didier Bazinet*    |             | PS          | 2 735        | 40,19        | 3 578       | 52,77       |
| 4                    | Nicole Gervaise    |             | PS          | 2 735        | 40,19        | 3 578       | 52,77       |
|                      |                    |             |             |              |              |             |             |
| Inscrits             | Inscrits           | Inscrits    | Inscrits    | 10 912       | 100,00       | 10 911      | 100,00      |
| Abstentions          | Abstentions        | Abstentions | Abstentions | 3 750        | 34,37        | 3 551       | 32,55       |
| Votants              | Votants            | Votants     | Votants     | 7 162        | 65,63        | 7 360       | 67,45       |
| Blancs               | Blancs             | Blancs      | Blancs      | 210          | 2,93         | 334         | 4,54        |
| Nuls                 | Nuls               | Nuls        | Nuls        | 147          | 2,05         | 245         | 3,33        |
| Exprimés             | Exprimés           | Exprimés    | Exprimés    | 6 805        | 95,02        | 6 781       | 92,13       |
| * conseiller sortant |                    |             |             |              |              |             |             |

### Canton de Saint-Astier
| Candidats            | Candidats            | Partis      | Partis      | Premier tour | Premier tour | Second tour | Second tour |
| Candidats            | Candidats            | Partis      | Partis      | Voix         | %            | Voix        | %           |
| -------------------- | -------------------- | ----------- | ----------- | ------------ | ------------ | ----------- | ----------- |
| 1                    | Régis Batailler      |             | PCF         | 954          | 12,54        |             |             |
| 1                    | Violette Folgado     |             | PCF         | 954          | 12,54        |             |             |
| 2                    | Élisabeth Marty      |             | DVD         | 2 638        | 34,68        | 3 776       | 50,39       |
| 2                    | Pascal Protano       |             | DVD         | 2 638        | 34,68        | 3 776       | 50,39       |
| 3                    | Véronique Chabreyrou |             | PS          | 2 535        | 33,32        | 3 717       | 49,61       |
| 3                    | Jacques Monmarson*   |             | PS          | 2 535        | 33,32        | 3 717       | 49,61       |
| 4                    | Frédéric Guilhem     |             | FN          | 1 480        | 19,46        |             |             |
| 4                    | Sylvette Mayout      |             | FN          | 1 480        | 19,46        |             |             |
|                      |                      |             |             |              |              |             |             |
| Inscrits             | Inscrits             | Inscrits    | Inscrits    | 13 011       | 100,00       | 13 011      | 100,00      |
| Abstentions          | Abstentions          | Abstentions | Abstentions | 4 983        | 38,30        | 4 734       | 36,38       |
| Votants              | Votants              | Votants     | Votants     | 8 028        | 61,70        | 8 277       | 63,62       |
| Blancs               | Blancs               | Blancs      | Blancs      | 247          | 3,08         | 441         | 5,33        |
| Nuls                 | Nuls                 | Nuls        | Nuls        | 174          | 2,17         | 343         | 4,14        |
| Exprimés             | Exprimés             | Exprimés    | Exprimés    | 7 607        | 94,76        | 7 493       | 90,53       |
| * conseiller sortant |                      |             |             |              |              |             |             |

### Canton de Sarlat-la-Canéda
| Candidats            | Candidats           | Partis      | Partis      | Premier tour | Premier tour | Second tour | Second tour |
| Candidats            | Candidats           | Partis      | Partis      | Voix         | %            | Voix        | %           |
| -------------------- | ------------------- | ----------- | ----------- | ------------ | ------------ | ----------- | ----------- |
| 1                    | Anick Le Goff       |             | PCF         | 877          | 13,12        |             |             |
| 1                    | Marcel Yemsi        |             | EÉLV        | 877          | 13,12        |             |             |
| 2                    | Marie-Louise Margat |             | UMP         | 2 090        | 31,26        | 3 004       | 47,20       |
| 2                    | Philippe Melot      |             | UMP         | 2 090        | 31,26        | 3 004       | 47,20       |
| 3                    | Hendrick Bach       |             | FN          | 1 329        | 19,88        |             |             |
| 3                    | Caroline Juchault   |             | FN          | 1 329        | 19,88        |             |             |
| 4                    | Jean-Fred Droin*    |             | PS          | 2 389        | 35,74        | 3 360       | 52,80       |
| 4                    | Maryline Flaquière  |             | PS          | 2 389        | 35,74        | 3 360       | 52,80       |
|                      |                     |             |             |              |              |             |             |
| Inscrits             | Inscrits            | Inscrits    | Inscrits    | 12 338       | 100,00       | 12 336      | 100,00      |
| Abstentions          | Abstentions         | Abstentions | Abstentions | 5 234        | 42,42        | 5 233       | 42,42       |
| Votants              | Votants             | Votants     | Votants     | 7 104        | 57,58        | 7 103       | 57,58       |
| Blancs               | Blancs              | Blancs      | Blancs      | 215          | 3,03         | 395         | 5,56        |
| Nuls                 | Nuls                | Nuls        | Nuls        | 204          | 2,87         | 344         | 4,84        |
| Exprimés             | Exprimés            | Exprimés    | Exprimés    | 6 685        | 94,10        | 6 364       | 89,60       |
| * conseiller sortant |                     |             |             |              |              |             |             |

### Canton du Sud-Bergeracois
| Candidats            | Candidats          | Partis      | Partis      | Premier tour | Premier tour | Second tour | Second tour |
| Candidats            | Candidats          | Partis      | Partis      | Voix         | %            | Voix        | %           |
| -------------------- | ------------------ | ----------- | ----------- | ------------ | ------------ | ----------- | ----------- |
| 1                    | Sylvie Chevallier  |             | PS          | 2 089        | 33,56        | 2 921       | 44,77       |
| 1                    | Henri Delage*      |             | PS          | 2 089        | 33,56        | 2 921       | 44,77       |
| 2                    | Maurice Bardet     |             | UMP         | 1 435        | 23,05        | 1 753       | 26,87       |
| 2                    | Oriane Latourte    |             | UMP         | 1 435        | 23,05        | 1 753       | 26,87       |
| 3                    | Francis Alvarez    |             | PCF         | 359          | 5,77         |             |             |
| 3                    | Maurine Arquey     |             | PCF         | 359          | 5,77         |             |             |
| 4                    | Mathilde Bache     |             | EÉLV        | 548          | 8,80         |             |             |
| 4                    | Thierry Baudry     |             | EÉLV        | 548          | 8,80         |             |             |
| 5                    | Christelle Brejon  |             | FN          | 1 794        | 28,82        | 1 851       | 28,37       |
| 5                    | Jean-Pierre Delbos |             | FN          | 1 794        | 28,82        | 1 851       | 28,37       |
|                      |                    |             |             |              |              |             |             |
| Inscrits             | Inscrits           | Inscrits    | Inscrits    | 11 193       | 100,00       | 11 192      | 100,00      |
| Abstentions          | Abstentions        | Abstentions | Abstentions | 4 617        | 41,25        | 4 356       | 38,92       |
| Votants              | Votants            | Votants     | Votants     | 6 576        | 58,75        | 6 836       | 61,08       |
| Blancs               | Blancs             | Blancs      | Blancs      | 196          | 2,98         | 176         | 2,57        |
| Nuls                 | Nuls               | Nuls        | Nuls        | 155          | 2,36         | 135         | 1,97        |
| Exprimés             | Exprimés           | Exprimés    | Exprimés    | 6 225        | 94,66        | 6 525       | 95,45       |
| * conseiller sortant |                    |             |             |              |              |             |             |

### Canton de Terrasson-Lavilledieu
| Candidats            | Candidats          | Partis      | Partis      | Premier tour | Premier tour | Second tour | Second tour |
| Candidats            | Candidats          | Partis      | Partis      | Voix         | %            | Voix        | %           |
| -------------------- | ------------------ | ----------- | ----------- | ------------ | ------------ | ----------- | ----------- |
| 1                    | Martine Subil      |             | DVG         | 837          | 10,26        |             |             |
| 1                    | Francis Valade     |             | PCF         | 837          | 10,26        |             |             |
| 2                    | Régine Anglard     |             | PS          | 3 350        | 41,06        | 4 468       | 57,28       |
| 2                    | Michel Lajugie*    |             | PCF         | 3 350        | 41,06        | 4 468       | 57,28       |
| 3                    | Patricia Larnaudie |             | FN          | 1 640        | 20,10        |             |             |
| 3                    | Roland Puccioni    |             | FN          | 1 640        | 20,10        |             |             |
| 4                    | Marie-Laure Ferber |             | DVD         | 2 332        | 28,58        | 3 332       | 42,72       |
| 4                    | Frédéric Gauthier  |             | DVD         | 2 332        | 28,58        | 3 332       | 42,72       |
|                      |                    |             |             |              |              |             |             |
| Inscrits             | Inscrits           | Inscrits    | Inscrits    | 14 597       | 100,00       | 14 589      | 100,00      |
| Abstentions          | Abstentions        | Abstentions | Abstentions | 5 936        | 40,67        | 5 995       | 41,09       |
| Votants              | Votants            | Votants     | Votants     | 8 661        | 59,33        | 8 594       | 58,91       |
| Blancs               | Blancs             | Blancs      | Blancs      | 305          | 3,52         | 439         | 5,11        |
| Nuls                 | Nuls               | Nuls        | Nuls        | 197          | 2,27         | 355         | 4,13        |
| Exprimés             | Exprimés           | Exprimés    | Exprimés    | 8 159        | 94,20        | 7 800       | 90,76       |
| * conseiller sortant |                    |             |             |              |              |             |             |

### Canton de Thiviers
| Candidats            | Candidats         | Partis      | Partis      | Premier tour | Premier tour | Second tour | Second tour |
| Candidats            | Candidats         | Partis      | Partis      | Voix         | %            | Voix        | %           |
| -------------------- | ----------------- | ----------- | ----------- | ------------ | ------------ | ----------- | ----------- |
| 1                    | Josette Gosset    |             | PCF         | 901          | 11,79        |             |             |
| 1                    | Daniel Langevin   |             | PCF         | 901          | 11,79        |             |             |
| 2                    | Michel Karp*      |             | PS          | 3 222        | 42,15        | 4 272       | 58,50       |
| 2                    | Colette Langlade* |             | PS          | 3 222        | 42,15        | 4 272       | 58,50       |
| 3                    | Jean-Marc Buisson |             | UMP         | 2 092        | 27,37        | 3 031       | 41,50       |
| 3                    | Isabelle Hyvoz    |             | UMP         | 2 092        | 27,37        | 3 031       | 41,50       |
| 4                    | Marc Brucci       |             | FN          | 1 429        | 18,69        |             |             |
| 4                    | Emma Moscatello   |             | FN          | 1 429        | 18,69        |             |             |
|                      |                   |             |             |              |              |             |             |
| Inscrits             | Inscrits          | Inscrits    | Inscrits    | 12 489       | 100,00       | 12 457      | 100,00      |
| Abstentions          | Abstentions       | Abstentions | Abstentions | 4 365        | 34,95        | 4 305       | 34,56       |
| Votants              | Votants           | Votants     | Votants     | 8 124        | 65,05        | 8 152       | 65,44       |
| Blancs               | Blancs            | Blancs      | Blancs      | 269          | 3,31         | 417         | 5,12        |
| Nuls                 | Nuls              | Nuls        | Nuls        | 211          | 2,60         | 432         | 5,30        |
| Exprimés             | Exprimés          | Exprimés    | Exprimés    | 7 644        | 94,09        | 7 303       | 89,59       |
| * conseiller sortant |                   |             |             |              |              |             |             |

### Canton de Trélissac
| Candidats            | Candidats              | Partis      | Partis      | Premier tour | Premier tour | Second tour | Second tour |
| Candidats            | Candidats              | Partis      | Partis      | Voix         | %            | Voix        | %           |
| -------------------- | ---------------------- | ----------- | ----------- | ------------ | ------------ | ----------- | ----------- |
| 1                    | Françoise Pequignot    |             | FN          | 1 260        | 18,36        |             |             |
| 1                    | Frédéric Prévost       |             | FN          | 1 260        | 18,36        |             |             |
| 2                    | Anne Galy              |             | DVD         | 841          | 12,26        |             |             |
| 2                    | Pierre Maly            |             | DVD         | 841          | 12,26        |             |             |
| 3                    | Christelle Boucaud     |             | PS          | 1 939        | 28,26        | 3 527       | 100,00      |
| 3                    | Stéphane Dobbels       |             | PS          | 1 939        | 28,26        | 3 527       | 100,00      |
| 4                    | Francis Colbac*        |             | PCF         | 1 664        | 24,25        |             |             |
| 4                    | Méloë Colbac-Beauvieux |             | PCF         | 1 664        | 24,25        |             |             |
| 5                    | Nicolas Coûte          |             | UMP         | 1 158        | 16,88        |             |             |
| 5                    | Amélie Léger           |             | UMP         | 1 158        | 16,88        |             |             |
|                      |                        |             |             |              |              |             |             |
| Inscrits             | Inscrits               | Inscrits    | Inscrits    | 12 533       | 100,00       | 12 533      | 100,00      |
| Abstentions          | Abstentions            | Abstentions | Abstentions | 5 144        | 41,04        | 7 019       | 56,00       |
| Votants              | Votants                | Votants     | Votants     | 7 389        | 58,96        | 5 514       | 44,00       |
| Blancs               | Blancs                 | Blancs      | Blancs      | 324          | 4,38         | 1 359       | 24,65       |
| Nuls                 | Nuls                   | Nuls        | Nuls        | 203          | 2,75         | 628         | 11,39       |
| Exprimés             | Exprimés               | Exprimés    | Exprimés    | 6 862        | 92,87        | 35,27       | 63,96       |
| * conseiller sortant |                        |             |             |              |              |             |             |

### Canton de la Vallée Dordogne
| Candidats            | Candidats            | Partis      | Partis      | Premier tour | Premier tour | Second tour | Second tour |
| Candidats            | Candidats            | Partis      | Partis      | Voix         | %            | Voix        | %           |
| -------------------- | -------------------- | ----------- | ----------- | ------------ | ------------ | ----------- | ----------- |
| 1                    | Pierre Fabre         |             | PCF         | 775          | 9,39         |             |             |
| 1                    | Nadège Tricard       |             | EÉLV        | 775          | 9,39         |             |             |
| 2                    | Germinal Peiro*      |             | PS          | 3 836        | 46,49        | 4 827       | 62,16       |
| 2                    | Brigitte Pistolozzi  |             | PS          | 3 836        | 46,49        | 4 827       | 62,16       |
| 3                    | Yves Le Solleu       |             | FN          | 1 724        | 20,89        |             |             |
| 3                    | Emmanuelle Pujol     |             | FN          | 1 724        | 20,89        |             |             |
| 4                    | Jean-Pierre Bouchard |             | DVD         | 1 917        | 23,23        | 2 938       | 37,84       |
| 4                    | Marie Praderie       |             | DVD         | 1 917        | 23,23        | 2 938       | 37,84       |
|                      |                      |             |             |              |              |             |             |
| Inscrits             | Inscrits             | Inscrits    | Inscrits    | 14 243       | 100,00       | 14 243      | 100,00      |
| Abstentions          | Abstentions          | Abstentions | Abstentions | 5 468        | 38,39        | 5 578       | 39,16       |
| Votants              | Votants              | Votants     | Votants     | 8 775        | 61,61        | 8 665       | 60,84       |
| Blancs               | Blancs               | Blancs      | Blancs      | 340          | 3,87         | 470         | 5,42        |
| Nuls                 | Nuls                 | Nuls        | Nuls        | 183          | 2,09         | 430         | 4,96        |
| Exprimés             | Exprimés             | Exprimés    | Exprimés    | 8 252        | 94,04        | 7 765       | 89,61       |
| * conseiller sortant |                      |             |             |              |              |             |             |

### Canton de la Vallée de l'Isle
| Candidats   | Candidats              | Partis      | Partis      | Premier tour | Premier tour | Second tour | Second tour |
| Candidats   | Candidats              | Partis      | Partis      | Voix         | %            | Voix        | %           |
| ----------- | ---------------------- | ----------- | ----------- | ------------ | ------------ | ----------- | ----------- |
| 1           | Laurent Lauriou        |             | FN          | 1 682        | 21,68        | 1 683       | 21,00       |
| 1           | Elisa Saëz             |             | FN          | 1 682        | 21,68        | 1 683       | 21,00       |
| 2           | Frédéric Chassin       |             | PCF         | 963          | 12,41        |             |             |
| 2           | Bernadette Faure       |             | PCF         | 963          | 12,41        |             |             |
| 3           | Paulette Sicre Doyotte |             | DVD         | 2 306        | 29,72        | 3 112       | 38,83       |
| 3           | Stéphane Triquart      |             | DVD         | 2 306        | 29,72        | 3 112       | 38,83       |
| 4           | Carline Cappelle       |             | PS          | 2 002        | 25,80        | 3 219       | 40,17       |
| 4           | Jean-Michel Magne      |             | PS          | 2 002        | 25,80        | 3 219       | 40,17       |
| 5           | Jean-Luc Gross         |             | DVD         | 806          | 10,39        |             |             |
| 5           | Sylvie Yon             |             | DVD         | 806          | 10,39        |             |             |
|             |                        |             |             |              |              |             |             |
| Inscrits    | Inscrits               | Inscrits    | Inscrits    | 12 802       | 100,00       | 12 800      | 100,00      |
| Abstentions | Abstentions            | Abstentions | Abstentions | 4 631        | 36,17        | 4 312       | 33,69       |
| Votants     | Votants                | Votants     | Votants     | 8 171        | 63,83        | 8 488       | 66,31       |
| Blancs      | Blancs                 | Blancs      | Blancs      | 235          | 2,88         | 281         | 3,31        |
| Nuls        | Nuls                   | Nuls        | Nuls        | 177          | 2,17         | 193         | 2,27        |
| Exprimés    | Exprimés               | Exprimés    | Exprimés    | 7 759        | 94,96        | 8 014       | 94,42       |

### Canton de la Vallée de l'Homme
| Candidats   | Candidats                  | Partis      | Partis      | Premier tour | Premier tour | Second tour | Second tour |
| Candidats   | Candidats                  | Partis      | Partis      | Voix         | %            | Voix        | %           |
| ----------- | -------------------------- | ----------- | ----------- | ------------ | ------------ | ----------- | ----------- |
| 1           | Danièle Gouaud             |             | DVD         | 1 398        | 18,92        |             |             |
| 1           | Laurent Mathieu            |             | DVD         | 1 398        | 18,92        |             |             |
| 2           | Jean-Paul Dubos            |             | PCF         | 684          | 9,26         |             |             |
| 2           | Geneviève Laval            |             | PCF         | 684          | 9,26         |             |             |
| 3           | Jean-Marie Monteil         |             | EÉLV        | 485          | 6,56         |             |             |
| 3           | Nathalie Pons              |             | EÉLV        | 485          | 6,56         |             |             |
| 4           | Nathalie Fontaliran        |             | UMP         | 1 705        | 23,07        | 3 395       | 49,64       |
| 4           | Jean Montoriol             |             | UMP         | 1 705        | 23,07        | 3 395       | 49,64       |
| 5           | Jehanne Ernault            |             | FN          | 1 189        | 16,09        |             |             |
| 5           | Patrick Laflaquière        |             | FN          | 1 189        | 16,09        |             |             |
| 6           | Nathalie Manet-Carbonnière |             | PS          | 1 928        | 26,09        | 3 444       | 50,36       |
| 6           | Christian Teillac          |             | PS          | 1 928        | 26,09        | 3 444       | 50,36       |
|             |                            |             |             |              |              |             |             |
| Inscrits    | Inscrits                   | Inscrits    | Inscrits    | 12 072       | 100,00       | 12 067      | 100,00      |
| Abstentions | Abstentions                | Abstentions | Abstentions | 4 384        | 36,32        | 4 463       | 36,99       |
| Votants     | Votants                    | Votants     | Votants     | 7 688        | 63,68        | 7 604       | 63,01       |
| Blancs      | Blancs                     | Blancs      | Blancs      | 172          | 2,24         | 445         | 5,85        |
| Nuls        | Nuls                       | Nuls        | Nuls        | 127          | 1,65         | 320         | 4,21        |
| Exprimés    | Exprimés                   | Exprimés    | Exprimés    | 7 389        | 96,11        | 6 839       | 89,94       |